# Mats Lusth
Mats Erik Mikael Lusth, född 20 maj 1962 i Orsa, är en svensk ishockeytränare och före detta ishockeyspelare. 
Mats gjorde många säsonger i Elitserien i ishockey med bland andra Malmö Redhawks och Färjestads BK. Han spelade även i Leksands IF, moderklubben Mora IK och Västerås IK. Lusth var assisterande tränare i Malmö Redhawks under några år, men lämnade klubben efter nedflyttningen säsongen 2004/2005 och ersattes av Mikael Tisell. Under sin tid som spelare spelade Lusth back.
Under sin tidiga karriär gjorde Mats sex matcher i Sveriges U20-landslag i ishockey.
Lusth återvände till Malmö Redhawks 2012 och tog inför säsongen 2013/2014 över som ensam huvudtränare. I april 2015 gick Malmö upp i SHL efter att ha besegrat Leksand i direktkvalet. Efter säsongen fick Lusth dock sparken från klubben.
Inför kvalet till SHL säsongen 2017/2018 väljer Mora IK att ta in Lusth som tränare. Det visade sig bli en succé efter att Mora vunnit kvalet med 4-1 i matcher mot ärkerivalen Leksands IF och därmed försvarade sin plats i SHL.
Som tränare har svensken blivit fransk mästare med Grenoble, och även tränat italienska HC Alleghe och norska Frisk Asker.

## Lag som spelare
- 1979/1980-1982/1983 Mora IK
- 1983/1984-1987/1988 Färjestads BK
- 1988/1989-1992/1993 Malmö Redhawks
- 1994/1995 Leksands IF
- 1995/1996 Västerås IK
- 1996/1997-1999/2000 Malmö Redhawks
- 2000/2001 Mora IK